# جميلة أحمد المهيري
جميلة أحمد محمد بن عمير المهيري هي سياسية إماراتية تشغل منصب عضوة في المجلس الوطني الاتحادي عن إمارة دبي.

## السيرة الذاتية
حاصلة على درجة البكالوريوس في علوم الفيزياء والرياضيات من جامعة الإمارات العربية المتحدة، وحاصلة على جائزة الشيخ خلفية بن زايد للمعلم، وشغلت عدة مناصب إدارية في السلك التعليمي.
كانت عضوًا في مجلس شرطة دبي النسائي. وهي عضوة في لجنة الشؤون الاجتماعية والعمل والسكان والموارد البشرية للمجلس الوطني الاتحادي. ولجنة الشؤون الإسلامية والأوقاف والمرافق العامة في المجلس الوطني الاتحادي.